# Tese
Ordet tese kommer af græsk thesis = "det at stille" eller "det at lægge". Ordet bruges om en grundlæggende, – men ubevist – påstand, som danner udgangspunkt for en drøftelse. Drøftelsen kan være en almindelig samtale på hverdagsplan, men den kan også være en videnskabelig diskussion, der løber inden for et fag over årtier eller sågar århundreder.
Det centrale er, at påstanden er ubevist i den sammenhæng (diskurs), hvor den bruges. Den kan være statistisk begrundet, almen accepteret, common sense eller simpelt hen nødvendig, men dens sandhedsværdi afgøres uden for det rum, hvor den bliver brugt som tese.

## Eksempler på teser
- en geometrisk tese er, at "den korteste vej mellem to punkter er en ret linje"
- en filosofisk tese er, at "jeg tænker, altså er jeg"
- en hverdagstese er, at "man kan ikke både blæse og have mel i munden"